# Aurora Borealis (film)
Aurora Borealis est un film américain réalisé par James C.E. Burke sorti en 2005.

## Synopsis
Un jeune homme troublé a du mal à se redresser après la mort prématurée de son père.

## Fiche technique
- Titre original : Aurora Borealis
- Réalisation : James C.E. Burke
- Scénario : Brent Boyd
- Production : Rick Bieber, Scott Disharoon, Sherri Saito et Scott Disharoon
- Musique : Mychael Danna
- Photographie : Alar Kivilo
- Montage : Richard Nord (en)
- Directeur artistique : Barry Isenor
- Chef décorateur : Taavo Soodor
- Décoratrice : Erica Milo et Eric Berger
- Directrice de casting : Tina Gerussi et Monika Mikkelsen
- Premier assistant réalisateur : Walter Gasparovic et Larry Erwin
- Costumière : Anne Dixon
- Second assistant réalisateur : Bob Warwick
- Effets spéciaux : Marianne Klein
- Pays d'origine :  États-Unis
- Format : Couleurs - 2,35:1 - Dolby Digital
- Genre : Drame romantique
- Durée : 110 minutes
- Dates de sortie : 
  - États-Unis : 22 avril 2005
  - France : 15 septembre 2006
  - États-Unis (Sortie DVD) : 3 avril 2007

## Distribution
- Joshua Jackson : Duncan
- Donald Sutherland : Ronald
- Juliette Lewis : Kate
- Louise Fletcher : Ruth
- Zack Ward : Lindstrom
- Steven Pasquale : Jacob
- Timm Sharp : Hacksetter
- Katie Griffin : Sandy
- Tyler Labine : Finn
- Mark Andrada : Clerk
- Jim Feather : Mr. Gunderson
- Judy Sinclair : Linda Shorter
- Welcome Ngozi : Hamit Arfaya
- John Kapelos : Stu
- Dorion Davis : Lucy